# アメリカ矯正歯科学会
アメリカ矯正歯科医会（-きょうせいしかいかい、American Association of Orthodontists;AAO）はアメリカ合衆国における歯科矯正学に関する矯正歯科専門医の専門学術団体である。アメリカの矯正歯科学会としては他にAmerican Orthodontic Society; AOS があり、こちらは一般歯科医や小児歯科医を含む団体で、文字通りアメリカ矯正歯科学会である。したがって、本項のタイトルはアメリカ矯正歯科医会とすべきと思われる。

## 概要
アメリカ合衆国の矯正歯科医の大半（約95%）が参加している。すべての矯正歯科医は歯科医師であり、同時にアメリカ歯科医師会に所属していることが多い。アメリカ合衆国において、矯正歯科医は歯科の専門医であり、歯科矯正学に関する診断、予防、治療についての最低二年間の認可された矯正歯科研修プログラムを完了した者だけが、これを名乗ることができ、また、本アメリカ矯正歯科医会に加入することができる。（その意味で、日本矯正歯科学会は歯科医師であれば誰でも入会できることから、上記American Orthodontic Societyと比すられるべきもので性質が異なる。）カナダ矯正歯科学会と提携している。『American Journal of Orthodontics and Dentofacial Orthopedics』を発行している。

## 総会
年一回の総会は、世界中の矯正歯科医（2011年:6,763名）やスタッフ（2011年:3,700名）の他、その家族などのゲスト（2011年:3,400名）も集まる大規模なコンファレンスとなる。内容としてドクター向けのプログラムとスタッフ向けのプログラムが充実しており、関連業者の展示会も矯正関連で世界最大のものとなる。